# Naomi St. Claire
Naomi St. Claire (Louisville, Kentucky; 19 de julio de 1982) es una actriz pornográfica estadounidense.

## Filmografía parcial
- Misadventures in Space (2007)
- Candy Girl Video: Karen Money's Personal Panties (2007)